# Paweł Szczepaniak
Paweł Szczepaniak (* 22. März 1989) ist ein ehemaliger polnischer Cyclocrossfahrer.
Paweł Szczepaniak belegte bei der polnischen Cyclocross-Meisterschaft 2008 in Złoty Potok den zweiten Platz im Rennen der Elite und wurde damit Meister in der U23-Klasse. Bei der Weltmeisterschaft in Treviso belegte er den 14. Platz im Rennen der U23-Klasse. Anfang 2009 fuhr Szczepaniak für das polnische Team Corratec, wechselte aber zum 1. Juni 2009 zum belgischen Team Revor-Jartazi. Bei der nationalen Meisterschaft 2009 gewann er den Titel in der Eliteklasse.
Nach seinem WM-Sieg 2010 in der U23 wurde Paweł Szczepaniak ebenso wie sein Bruder Kacper positiv auf EPO getestet und von der Union Cycliste Internationale vorläufig gesperrt. Die UCI gab am 21. Mai 2010 bekannt, dass Szczepaniak und sein Bruder vom polnischen Verband für acht beziehungsweise vier Jahre gesperrt wurden.

## Erfolge
2007/2008
- Polnischer Meister (U23)

2008/2009
- Polnischer Meister

2009/2010
- Weltmeister (U23)